# Indicateur pygmée
Prodotiscus insignis
Espèce
Statut de conservation UICN

 LC  : Préoccupation mineure
L'Indicateur pygmée (Prodotiscus insignis) est une espèce d'oiseaux de la famille des Indicatoridae.
Son aire s'étend principalement à travers l'Afrique équatoriale.

## Liste des sous-espèces
D'après le Congrès ornithologique international, cette espèce est constituée des deux sous-espèces suivantes :
- Prodotiscus insignis flavodorsalis Bannerman, 1923 — du Sierra Leone au Dahomey Gap ;
- Prodotiscus insignis insignis (Cassin, 1856) — du Dahomey Gap jusqu'à travers l'Afrique centrale.